# In Every Woman's Life
In Every Woman's Life è un film muto del 1924 diretto da Irving Cummings. La sceneggiatura di Albert S. Le Vino si basa su Belonging, romanzo di Olive Wadsley pubblicato a New York nel 1920.

## Trama
A Parigi, Sara Langford, una ragazza americana, ha tre corteggiatori: il maturo conte Desanges che, anche se molto più anziano, è innamorato di lei; Thomas Carlton, che è già sposato; Julian Greer, il suo vero amore. Carlton aggredisce Sara, ma il conte - che nella lotta rimane paralizzato - gli spara, uccidendolo. Sara si riunisce a Julian, l'uomo che ama.

## Produzione
Il film fu prodotto dalla Associated First National Pictures.

## Distribuzione
Il copyright del film, richiesto dalla Associated First National Pictures, fu registrato il 15 settembre 1924 con il numero LP20566. Distribuito dalla Associated First National Pictures, il film uscì nelle sale cinematografiche statunitensi il 28 settembre 1924. In Finlandia, il film uscì il 10 maggio 1925.
Non si conoscono copie ancora esistenti della pellicola che viene considerata presumibilmente perduta.